# 硝酸锌
硝酸锌是一种无机化合物，化学式为Zn(NO3)2，是易溶于水的无色晶体。

## 性质
硝酸锌是一种无色四方晶系结晶，易潮解，溶于水和乙醇，水溶液呈酸性。加热至105～131°C失去6个结晶水，继续加热则放出氧化氮气体，先转变为碱式盐 {\displaystyle {\rm {\ Zn(NO_{3})_{2}\cdot 3Zn(OH)_{2}}}}，然后形成氧化锌。与有机物接触可引起燃烧和爆炸。有毒！

## 制备
由氧化锌与硝酸按一定配比进行反应，加入锌粉以置换其他金属离子，再经抽滤、滤液酸化、蒸发浓缩、冷却，得到硝酸锌成品。
{\displaystyle {\rm {\ ZnO+2HNO_{3}\rightarrow Zn(NO_{3})_{2}+H_{2}O}}}
无水硝酸锌可以通过锌与四氧化二氮反应得到。
{\displaystyle {\rm {\ 2Zn+3N_{2}O_{4}\rightarrow 2Zn(NO_{3})_{2}+N_{2}\uparrow }}}

## 用途
用于机器和自行车零部件镀锌、配制钢铁磷化剂、织物染色时用作媒染剂、染料合成物品的保藏剂及乳胶凝结剂等。